# Amy Stewart
Pour les articles homonymes, voir Stewart.
Ne doit pas être confondu avec Amii Stewart.
Amy Stewart est une écrivaine américaine. Connue en France pour la série de romans inspirée de l'histoire vraie de Constance Kopp, première femme shérif des États-Unis, elle est plus connue dans son pays pour ses essais sur l'horticulture et la nature.

## Biographie
Amy Stewart est originaire d'Arlington au Texas.  Elle est l'auteur de plusieurs ouvrages, notamment des essais botaniques, dont deux best-sellers aux États-Unis (The Drunken Botanist et Wicked Plants).
Passionnée de plantes toxiques, son jardin de plantes est inclus dans la liste des 18 jardins les plus étranges du monde, publiée par Popular Mechanics.
Son premier roman est publié en 2015 aux États-Unis et traduit en France l'année suivante. La fille au revolver est inspiré de l'histoire vraie de Constance Kopp, première femme shérif des États-Unis.

## Série Constance Kopp
Les livres de la série Constance Kopp ont reçu en France un bon accueil critique,,.
Les droits de la série ont été achetés par l'actrice et réalisatrice Elisabeth Banks.
Dans les États-Unis du début du vingtième siècle, sur fond de prohibition, les romans de la série mêlent roman policier et saga familiale sur un ton léger et captivant. Malgré leur légèreté, les romans peuvent être considérés comme engagés car ils témoignent de la condition féminine à l'époque de l'intrigue,,.

## Liste des œuvres

### SérieConstance Kopp
- La Fille au revolver [« Girl Waits With Gun »]  (trad. Élisabeth Kern), Paris, 10/18, 2016, 478 p. (ISBN 978-2-264-06792-0 et 2-264-06792-6)
- La Femme à l'insigne [« Lady Cop Makes Trouble »]  (trad. Élisabeth Kern), Paris, 10/18, 2017, 403 p. (ISBN 978-2-264-06795-1 et 2-264-06795-0)
- La Justicière et les Filles perdues [« Miss Kopp’s Midnight Confessions »]  (trad. Élisabeth Kern), Paris, 10/18, 2018 (ISBN 978-2-264-07211-5 et 2-264-07211-3)
- L'Adjointe infernale [« Miss Kopp Just Won't Quit »]  (trad. Élisabeth Kern), Paris, 10/18, 2019, 406 p. (ISBN 978-2-264-07392-1 et 2-264-07392-6)
- Kopp Sisters on the March (2019)
- Dear Miss Kopp (2021)

### Livres non édités en France
- (en) From the Ground Up: The Story of a First Garden, Algonquin Books, 2001Non traduit en français
- (en) The Earth Moved: On the Remarkable Achievements of Earthworms, Algonquin Books, 2004Non traduit en français
- (en) Flower Confidential: The Good, the Bad, and the Beautiful, Algonquin Books, 2008Non traduit en français
- (en) Wicked Plants: The Weed That Killed Lincoln's Mother and Other Botanical Atrocities, Algonquin Books, 2009Non traduit en français
- (en) Wicked Bugs: The Louse That Conquered Napoleon's Army & Other Diabolical Insects, Algonquin Books, 2011Non traduit en français
- (en) The Drunken Botanist: The Plants That Create the World's Great Drinks, Algonquin Books, 2013Non traduit en français